# Boris I. Bolgarski
Boris I. ali  Boris Mihael (bolgarsko Борис I/Борис-Михаил, Boris I/Boris-Mihail) je bil kan in knez Prvega bolgarskega cesarstva, ki je vladal od leta 852 do 889, * ni znano, † 2. maj 907.
Leta 864 se je dal krstiti in se po svojem krstnem botru, bizantinskem cesarju Mihaelu III.,  preimenoval v Mihaela. Zgodovinar Steven Runciman ga ima za enega od največjih osebnosti v zgodovini.
Vladavina Borisa I.  je kljub številnim vojaškim neuspehom  povezana s pomembnimi dogodki, ki so oblikovali tako bolgarsko kot evropsko zgodovino. S pokristjanjenjem  Bolgarov je odpravil tradicionalno državno religijo tengrizem. Kot izkušen diplomat je uspešno izkoristil nesoglasja med Konstantinopelskim patriarhatom in papeštvom in zavaroval avtokefalnost Bolgarske cerkve, s čimer je odpravil strah bolgarskega plemstva pred vmešavanjem Bizantincev v bolgarske notranje zadeve.
Ko sta bila Ciril in Metod leta 885 pregnana iz Velike Moravske, jima je Boris I. dal zatočišče in zagotovil pomoč za razvoj bolgarske pisave in književnosti. Po odstopu leta 889 je njegov najstarejši sin poskušal ponovno uvesti tradicionalno religijo, vendar ga je Boris I. odstavil. Sledil je cerkveni zbor v Preslavu, po katerem so bizantinsko duhovščino zamenjali z bolgarsko, grški jezik pa s tako imenovano staro cerkveno slovanščino, katero Bolgari zdaj imenujejo stara bolgarščina.  Stara cerkvena slovanščina je postala uradni državni  in cerkveni jezik.
V pravoslavni cerkvi ga častijo kot  svetnika, kneza in krstitelja Bolgarije in ga enačijo z apostoli. Praznuje se 2. maja.

## Ime in naslovi
Boris je po uradni spreobrnitvi v krščanstvo privzel krščansko ime Mihael, zato se v nekaterih zgodovinskih virih imenuje tudi Boris Mihael.
Edini neposredni dokazi o njegovem vladarskem naslovu so njegovi pečati in napisi, ki so jih odkrili v Ballshiju v Albaniji in v Varni. Na njih se naslavlja z »arhont Bolgarije«, kar se običajno prevaja kot vladar, v 10. in 11. stoletju tudi kot knez. V bolgarskih virih iz tistega obdobja se naslavlja s knez ali car, med Drugim bolgarskim cesarstvom pa s car.
V sodobnem zgodovinopisju se naslavlja različno. Večina zgodovinarjev upošteva,  da je po spreobrnitvi v krščanstvo spremenil tudi svoj naslov. Po njihovem mnenju se je do krsta naslavljal s kan ali kanas,  po njem pa knez (knjaz). Po drugi teoriji se je naslov knez začel uporabljati med Asparuhovo vladavino.

## Vladanje

### Stanje v Srednji Evropi sredi 9. stoletja
V zgodnjem 9. stoletju se je začelo silovito rivalstvo med grškim vzhodom in latinskim zahodom, ki je nazadnje privedlo do razkola med vzhodno pravoslavno cerkvijo v Konstantinoplu in katoliško cerkvijo v Rimu. 
Cesarica Irena je že leta 781 začela navezovati tesnejše stike s Karolingi in papeži. Dogovarjala se je za poroko svojega sina s hčerko Karla Velikega Rotrudo in na frankovski dvor celo poslala učitelja, da bi princeso naučil grščine. Leta 787 je ponudbo umaknila, čeprav se sin s tem ni strinjal. Ko so na drugem nicejskem koncilu pod vodstvom cesarice Irene ponovno dovolili čaščenja ikon, Karel Veliki sklepov koncila ni priznal, ker na koncil niso bili povabljeni njegovi delegati, čeprav je bil vladar več kot treh provinc starega Rimskega cesarstva. Kasnejše izboljšanje odnosov s papeži ni preprečilo vojne Bizanca s Franki, ki so leta 788 osvojili Istro in Benevento.
Ko je papež  Leon III. Karla Velikega kronal za cesarja Svetega rimskega cesarstva, je izničil  legitimnost cesarice Irene. Papež je s kronanjem želel počastiti svojega zaščitnika Karla Velikega in predvsem povečati moč papeštva. Irena je bila, tako kot njeni predhodniki od Justinijana I., prešibka, da bi zaščitila Rim. Mesto, ki je izgubilo večino svojih prebivalcev, je  ostalo brez cesarja, zato Franki in Italijani v  Karlovem kronanju niso videli uzurpacije  cesarskega naslova. Bizantinci so na imenovanje gledali povsem nasprotno, vendar protesti Irene in njenega naslednika Nikiforja I. niso imeli večjega učinka.
Mojmirju I. je uspelo združiti nekaj slovanskih kneževin in leta 833 ustanoviti Velikomoravsko državo.  Njegov naslednik Rastislav se je boril tudi proti Germanom,     zato je Velikomoravska poskušala vzdrževati dobre odnose in Bolgarijo, predvsem zaradi njene velike vojaške moči.

### Vojaški pohodi
Boris I. je kot sin in naslednik kana Presijana leta 852 poslal v Vzhodno Frankovsko svojo delegacijo, da bi potrdila mirovno pogodbo iz leta 845. Ob prihodu na prestol je zagrozil Bizantinskemu cesarstvu z vojno, vendar ga ni napadel. Dobil je samo majhno ozemlje v Strandži na jugovzhodu države. Mirovna pogodba z Bizantinci se ni podpisala, čeprav sta državi izmenjali nekaj delegacij.
Leta 854 je moravski knez Rastislav zaprosil Borisa I. za pomoč proti Vzhodni Frankovski. Po nekaterih virih je nekaj Frankov podkupilo bolgarskega vladarja, da je napadel Ludvika Nemškega. Bolgarsko-slovanski pohod proti Frankom se je končal s katastrofalnim porazom in Ludvikovim napadom na Bolgarijo. V vojno proti Bolgarom so se vključili tudi Hrvati. Obe ljudstvi sta do takrat živeli v miru, kar kaže, da so bili Hrvati podkupljeni, da bi odvrnili bolgarsko pozornost  od vojne na Moravskem. Kanasubigi Boris ni mogel doseči nobenega uspeha, zato sta si obe strani izmenjali darila in se mirno razšli. Vojaške aktivnosti leta 855 so privedle do sklenitve miru med Bolgarijo in Vzhodno Frankovsko. Rastislav se je moral odtlej sam vojskovati proti Ludviku Nemškemu. 
Medtem se je leta 855-856 začel konflikt med Bolgari in Bizantinskim cesarstvom, v katerem je Boris, odsoten zaradi vojne s Franki, izgubil Plovdiv, ozemlje okrog Zagore in pristanišča v burgaškem zalivu na Črnem morju. Bizantinski vojski sta poveljevala cesar Mihael III. in cezar Bardas.

#### Srbija
Po smrti srbskega kneza Vlastimirja okrog leta 850 je bila njegova država razdeljena med njegove sinove Mutimirja, Strojimirja in Gojnika. Vojna s Srbijo (839-842)  med  Vlastimirjevim očetom Prosigojem in Borisovim očetom Presijanom se je končala s srbsko zmago, zato se je Boris I. nameraval maščevati za očetov poraz. Leta 853 ali 854 je bolgarska vojska pod poveljstvom Borisovega sina Vladimirja Rasata napadla Srbijo, da bi bizantinsko oblast zamenjala s svojo. Srbska vojska, kateri so poveljevali Mutimir in njegova brata, so porazili Bolgare in ujeli Vladimirja Rasata in dvanajst bojarjev.  Boris I. in Mutimir sta zatem sklenila mir ali celo zavezništvo. Mutimirjeva sinova  Pribislav in Štefan sta do meje spremila bolgarske ujetnike in v znak miru izmenjala darila. Boris je Srbom dal »bogata darila«, sam pa je dobil dva sužnja, dva sokola, dva psa in 80 krznen. V Srbiji se je začela državljanjska vojna med brati, ki se je končala z izgonom Mutimirjevih mlajših bratov na bolgarski dvor. Mutimir je zaradi političnih razlogov na dvoru obdržal  nečaka Petra Gojnikovića. Vzroki za vojno niso jasni, verjetno pa je šlo za izdajo. Peter je kasneje porazil Mutimirjevega sina Pribislava in zasedel srbski prestol.

### Krst
Razlogi za Borisovo spreobrnitev v krščanstvo so predmet številnih razlag. Nekateri zgodovinarji jo povezujejo s sestro, ki se je spreobrnila med bivanjem v Konstantinoplu.  Druga zgodba kot pobudnika omenja grškega sužnja na njegovem dvoru. Še bolj mitološka zgodba pravi, da je Boris osupnil in se ustrašil nad ikono Sodni dan   in se odločil, da bo sprejel krščanstvo. Zgodovinarji vidijo v njegovem krstu zgolj  premišljeno, pragmatično in politično dejanje.
Boris I. se je zaradi različnih diplomatskih razlogov začel zanimati za spreobrnitev v krščanstvo že dolgo pred tem. Zaradi širjenja svoje oblasti nad slovanskim svetom in pridobitve močnega zaveznika proti najmočnejšemu bolgarskemu sovražniku Bizantinskemu cesarstvu, je najprej poskušal najti  zaveznika v Ludviku Nemškemu proti Rastislavovi Velikomoravski. Ludvik mu je obljubil, da mu bo poslal misijonarje, ki bi lahko Bolgare pripeljali pod okrilje rimske cerkve. Konec leta 863 je cesar Mihael III. napovedal Bolgariji vojno. Sledilo je obdobje lakote in naravnih nesreč, ki so povzročile upor in prisilile Borisa, da je z Bizantinci sklenil mir in obljubil, da se bo v zameno za mir in ozemeljske koncesije v Trakiji  spreobrnil v krščanstvo po vzhodnem obredju. Na začetku leta 864 se je dal z družino in izbranimi člani bolgarskega plemstva  v Pliski v tajnosti krstiti predstavnikom bizantinske duhovščine. Njegov krstni boter je bil cesar Mihael III., po katerem je privzel krščansko ime Mihael.
Borisa je tudi brez diplomatskih pritiskov zanimalo  pokristjanjenje Bolgarov, zlasti zaradi odprave neenotnosti v bolgarski družbi. Ob njegovem prihodu na prestol so Bolgari in Slovani  predstavljali ločena elementa bolgarske družbe. Bolgari so bili manjšina in hkrati vojaška aristokracija, podobna Normanom v srednjeveški saški Angliji. K družbeni delitvi je svoje prispevala tudi verska pluralnost. Slovani so imeli svoje bogove, medtem ko je bolgarska elita verovala v nebeškega boga Tangro. Z zlomom moči starih verovanj bi Boris zmanjšal vpliv plemstva (bojarjev), ki so upirali kanovi avtoriteti.
S prihodom Metoda in njegovih učencev in uvedbo cirilične pisave se je Bolgarija osvobodila grške pisave in grškega jezika v cerkvenem obredju. K poenotenju države je pripomogel tudi  razvoj slovanske krščanske kulture.

### Pokristjanjenje Bolgarov  in ustanovitev Bolgarske cerkve
Borisova prva naloga po krstu je bilo pokristjanjenje podložnikov, zato je v letih 864 do 866 na pomoč poklical bizantinske duhovnike. Hkrati je želel dobiti tudi navodila, kako v družbo vpeljati krščanski način življenja in doseči neodvisnost Bolgarske cerkve od bizantinskega patriarha Fotija. Fotijevi odgovori ga niso kdo ve kako  zadovolji, zato je iskal bolj ugodno ponudbo rimskega papeža K papežu Nikolaju I. je avgusta 866 poslal delegacijo pod vodstvom kavhana Petra z obsežnim seznamom vprašanj in dobil 106 podrobnih odgovorov o veri, zakonodaji, politiki, običajih in osebnem verovanju. Delegati so Nikolaju prenesli tudi Borisovo zaskrbljenost in pritožbo zaradi zlorab, ki so jih zagrešili duhovniki, zadolženi za pokristjanjenje Bolgarov, in ga vprašal, kako bo popravil posledice teh zlorab. Papež je začasno prezrl sporno vprašanje o neodvisnosti Bolgarske cerkve in v Bolgarijo poslal veliko skupino misijonarjev, ki so začeli krstiti po zahodnem obredju. Bolgarski premik  proti Rimu je razsrdil patriarha Fotija, da  je leta 867  svoji duhovščini poslal okrožnico, v kateri je obsodil prakticiranje zahodnega krščanstva in rimsko vmešavanje v Bolgarijo. Okrožnica je povzročila Fotijevo shizmo, ki je bila prvi korak k popolnemu razkolu med vzhodno in zahodno cerkvijo.
Papež Nikolaj I. je za uresničitev svojih odgovorov v Bolgarijo poslal tudi  škofa Pavla Populonija in Formoza Portskega z nalogo, da odpravijo Borisove pomisleke. Papež ju ni nameraval vriniti na ustrezna položaja v bolgarski hierarhiji. Škof Formoz, kasnejši papež Formoz, je uspešno opravljal svojo nalogo, dokler ni papež odklonil Borisove zahteve za imenovanje Formoza za bolgarskega nadškofa. Papež je zavrnitev utemeljil s trditvijo, da njegova »premestitev z enega škofovskega sedeža na drugega ne bi bila skladna s kanonskim pravom«. Novi papež Hadrijan II. je s podobnimi argumenti zavrnil Borisovo prošnjo, naj na to mesto imenuje Formoza ali diakona Marina, kasnejšega papeža Marina I.. Po drugi zavrnitvi se je Bolgarija začela ponovno  obračati proti Konstantinoplu. Na četrtem (katoliškem) carigrajskem koncilu so bolgarski delegati ponovno odprli vprašanje Bolgarske cerkve. Vzhodni patriarhi so glasovali v korist Konstantinopla, kar je odločilo usodo Bolgarske pravoslavne cerkve. Podelili so ji  položaj avtokefalne nadškofije Konstantinopelskega patriarhata s svojim nadškofom. Kasneje v 870. letih je konstantinopelski  patriarh predal Bolgarijo papeštvu. Njegova predaja je bila zgolj nominalna in ni vplivala na dejanski položaj Bolgarske avtokefalne cerkve.
Pokristjanjenje Bolgarov je temeljito spremenilo ne samo versko  prepričanje Bolgarov, ampak tudi ustroj bolgarske državne uprave. Položaj kana se je iz vojnega plemenskega  poglavarja dvignil na položaj vladarja države s pooblastili za izvajanje zunanje politike in varuha resnice, ki jo je diktiralo krščanstvo. 
Zdi se, da je Boris I. po letu 880 po svojih željah oblikoval duhovniško hierarhijo. Proti koncu vladavine je začel povečevati število domačih duhovnikov, tako da je začel Bolgare pošiljati na šolanje v Konstantinopel, od koder so se kot duhovniki vrnili v domovino.  Ko so leta 885 z Moravske v Bolgarijo pribežali slovansko  govoreči sv. Metod in njegovi učenci, je dobil Boris I. priložnost za šolanje duhovščine v domačem jeziku in v svoji državi.

### Prihod Klimenta  Ohridskega in Nauma Preslavskega
Leta 886 je Borisov guverner Beograda sprejel učence sv. Cirila in Metoda, ki so bili izgnani iz Velikomoravske, in jih poslal k Borisu I. v Plisko. Vladar jih je z velikim veseljem sprejel, zlasti Klimenta Ohridskega in Nauma Preslavskega, ki sta bila iz bolgarskih plemiških družin. Boris I. je želel izkoristi  njihove talente, zato je Klimenta imenoval  za učitelja v makedonskem delu svojega cesarstva. Tako Kliment kot Naum sta nadaljevala kulturno, jezikovno in duhovno delo Cirila in Metoda  in sta ustanovila izobraževalni središči v Pliski in Ohridu in še naprej razvijala slovansko pisavo in bogoslužje. Kliment je izšolal več tisoč slovansko govorečih duhovnikov, ki so zamenjali grško govorečo duhovščino iz Konstantinopla. 
Pisava, ki sta  jo za potrebe slovansko govorečih vernikov razvila Ciril in Metod, se zdaj imenuje glagolica. Kliment Ohridski in Naum Preslavski sta glagolico prilagodila domačim potrebam. Preimenovala se je v cirilico in postala uraden alfabet bolgarske države. Leta 893 je bil za uradni bolgarski jezik razglašen slovanski jezik. V naslednjih stoletjih so alfabet privzela tudi druga slovanska ljudstva. Z uvedbo slovanskega bogoslužja se je po celi državi začela gradnja cerkva in samostanov.

### Reakcije na pokristjanjevanje
Pokristjanjevanje je med Bolgari naletela velik odpor. Nekateri so ga zavračali, drugi pa so ga sprejeli in se potem  zaradi prisilne pokrstitve začeli upirati. Nekateri Bolgari se niso upirali zaradi krščanstva kot takega, ampak zaradi dejstva, da so ga prinesli tuji duhovniki, ki so s seboj prinesli tudi tujo zunanjo politiko.
Poleti 865 se je skupina aristokratov (bojarjev)  odkrito uprla. Boris je upor kruto zatrl in usmrtil 52 bojarjev in celih njihovih družin in pokristjanjevanje se je nadaljevalo.

## Konec Borisove vladavine
Boris je leta 889 odstopil in postal menih. Njegov sin in naslednik Vladimir je poskušal obuditi poganstvo, kar je izzvalo Borisovo maščevanje. Vladimirja so porazili in oslepili, njegovo ženo pa ostrigli in poslali v samostan. Boris je v Preslavu  sklical cerkveni zbor in za svojega naslednika imenoval Simeona I.. Sinu je zagrozil, da ga zaradi odpadništva lahko doleti bratova usoda. Po koncilu se je vrnil v samostan in se potem pojavil samo še enkrat, ko je Simeonu pomagal v vojno z Ogri, ki so v zavezništvu z Bizantinci napadli Bolgarijo. Ko je kriza minila, se je vrnil v samostan in leta 907 umrl. V kateri samostan je odšel ali bil morda interniran ni znano. Lahko bi bil eden od samostanov pri Preslavu ali Pliski ali pri Varni ali Ravdi.

## Zanimivost
Po Borisu I. se imenuje St. Boris Peak na Livingstonovem otoku v Južnih Šetlandskih otokih na Antarktiki.
O njegovem življenju je bil leta 1985 posnet film Boris Prvi (Борис Първи) s Stefanom Danilovim v glavni vlogi.